# Крячок великоногий
Крячок великоногий (Gelochelidon macrotarsa) — вид сивкоподібних птахів підродини крячкових (Sterninae) родини мартинових (Laridae).

## Поширення
Вид поширений в Австралії та на півдні Нової Гвінеї.

## Опис
Довжина птаха становить від 35 до 38 см, а розмах крил — від 100 до 115 см. Маса тіла коливається від 150 до 292 грамів. Це досить великий і потужний птах, подібний за розміром і загальним виглядом до рябодзьобого крячка, але з коротким, міцним, схожим на мартина дзьобом, широкими крилами, довгими ногами та міцним тілом. Влітку у дорослих особин верхня частина тіла сіра, низ білий, шапка чорна, дзьоб і ноги чорні. Взимку скидає чорну шапку і має темну пляму на очах.